# Cephaloascus fragrans
Cephaloascus fragrans är en svampart som beskrevs av Hanawa 1920. Cephaloascus fragrans ingår i släktet Cephaloascus och familjen Cephaloascaceae.  Arten är reproducerande i Sverige. Inga underarter finns listade i Catalogue of Life.